# Sarbacana
 (mai 2024).
Si vous disposez d'ouvrages ou d'articles de référence ou si vous connaissez des sites web de qualité traitant du thème abordé ici, merci de compléter l'article en donnant les références utiles à sa vérifiabilité et en les liant à la section « Notes et références ».

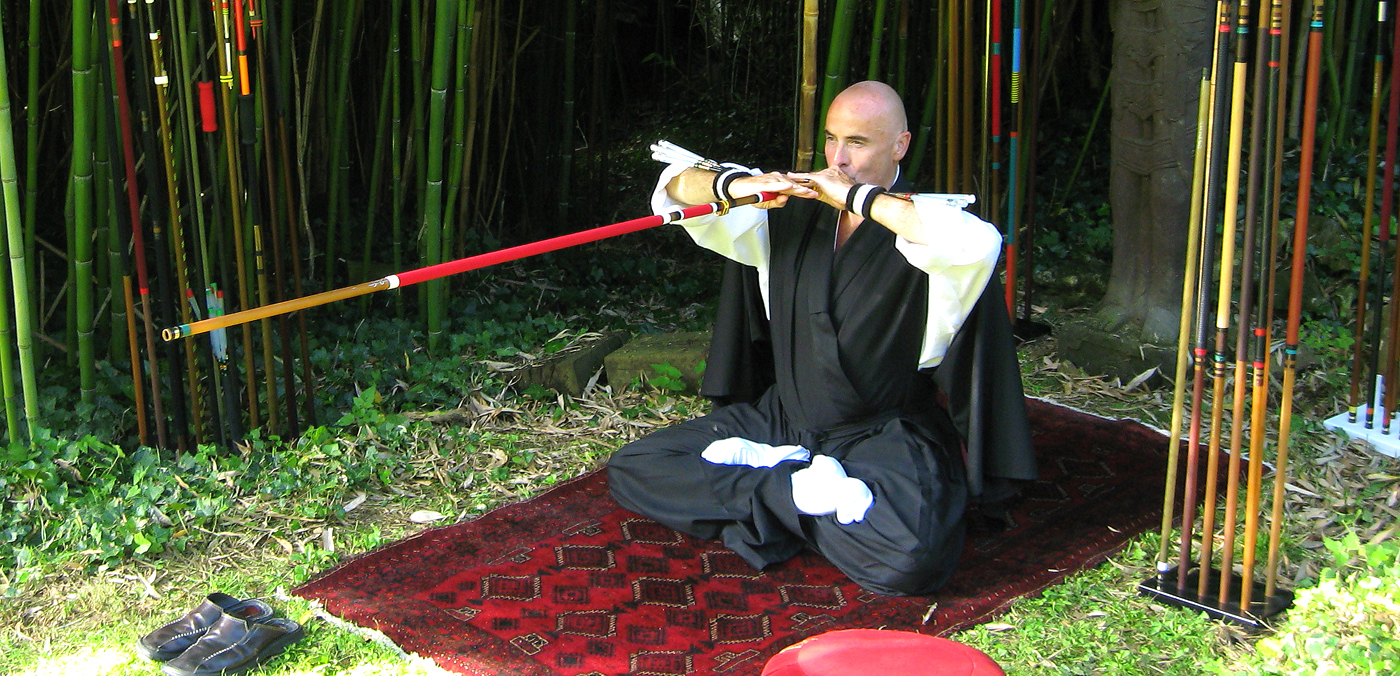
Recherche d’une parfaite symbiose entre la méditation et l'action. (1re école au monde consacrée à l’étude des propriétés de la sarbacane).

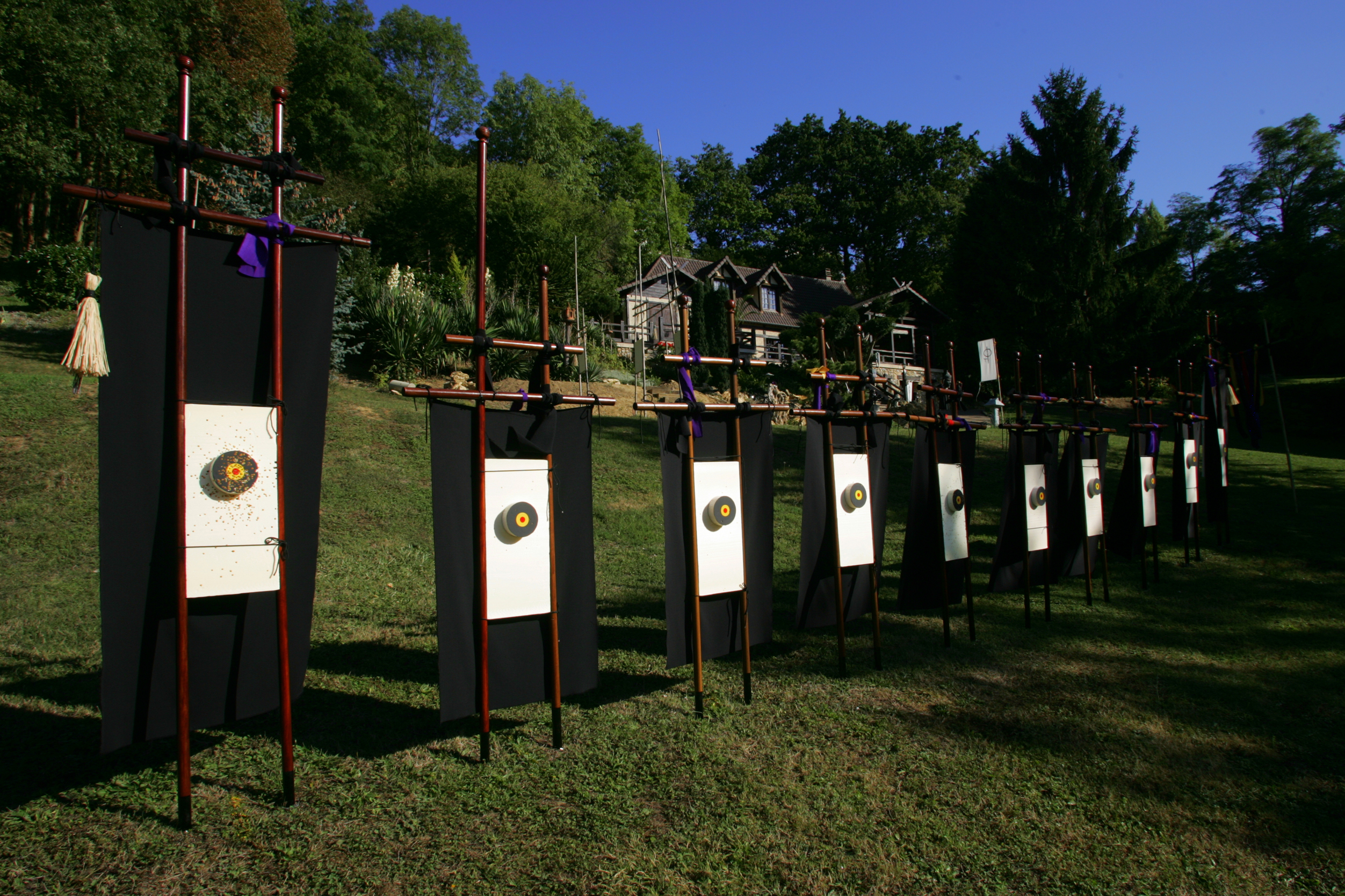
Les cibles sont conçues afin que la pratique du Sarbacana puisse, aussi, s’effectuer dans la pénombre. Ces cibles-tambours offrent une gamme de sons différents en fonction du lieu d'impact dans la cible.

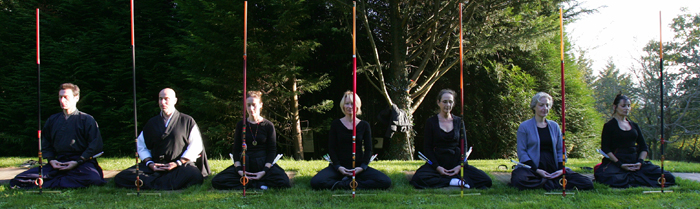
Alors que le groupe est en Zazen, chaque pratiquant va expirer en « flèches-de-souffle » le mode d’attention que la méditation révèle en lui.

Le Sarbacana est une technique, inventée en 1991 par Michel-Laurent Dioptaz, qui utilise la sarbacane comme instrument d’exploration et de développement des capacités d’attention et de prise de décision par la conscience du souffle. La sarbacane y est perçue comme le prolongement naturel de la colonne de souffle et considérée comme une trachée à l’extérieur du corps. Vécue comme une Gestalt participant du schéma corporel, la sarbacane, devient vecteur de compréhension, d’entraînement et de maîtrise des processus de la conscience liés aux processus de la respiration.
C'est une discipline non guerrière et non compétitive. Elle recherche la symbiose entre la méditation et l'action. La pratique du Sarbacana est présentée comme une méditation Zen, un Qi gong, un Art et un Sport.

## La sarbacane

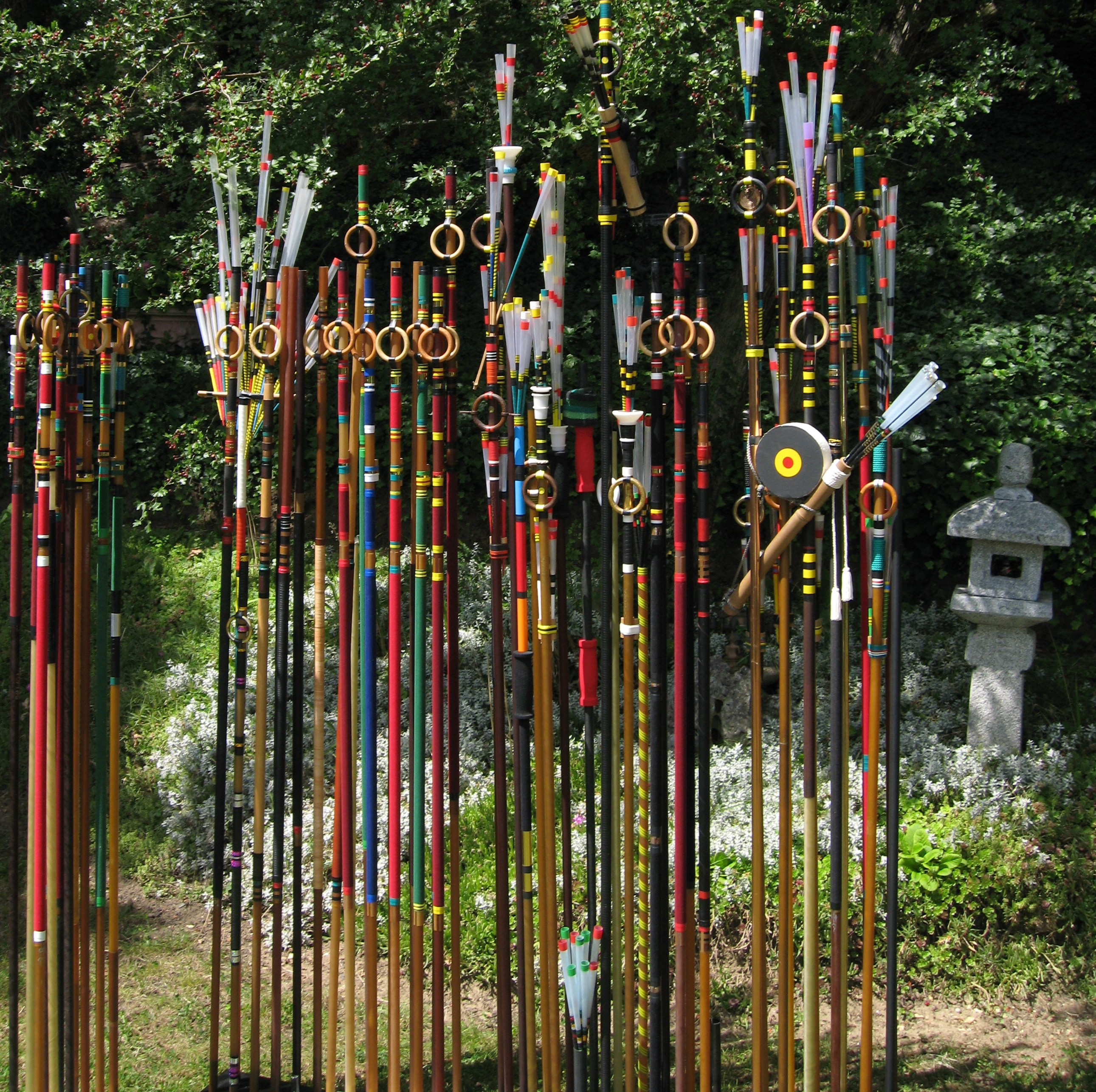
Les sarbacanes-Sarbacana.

Calibre de la sarbacane (17,2 mm), forme et poids des flèches (7 à 12 g), soit 3 à 6 fois plus lourdes que les flèches de sarbacanes traditionnelles, ceci afin que le « souffleur » produise des expirations ventrales très puissantes. Les sarbacanes en fibre de verre et résine (200 g pour 2 m) sont si légères que la moindre émotion les ferait vibrer.
Selon son créateur, un procédé de mise en relation à la cible a été mis au point, résultant d’un processus d’intégration posturale impliquant la vision centrale, la vision périphérique et la mise en synergie consciente de stimulus simultanés captés par des systèmes sensoriels différents,
Distances de tir (en mètres) : 10, 18, 33, 100,.

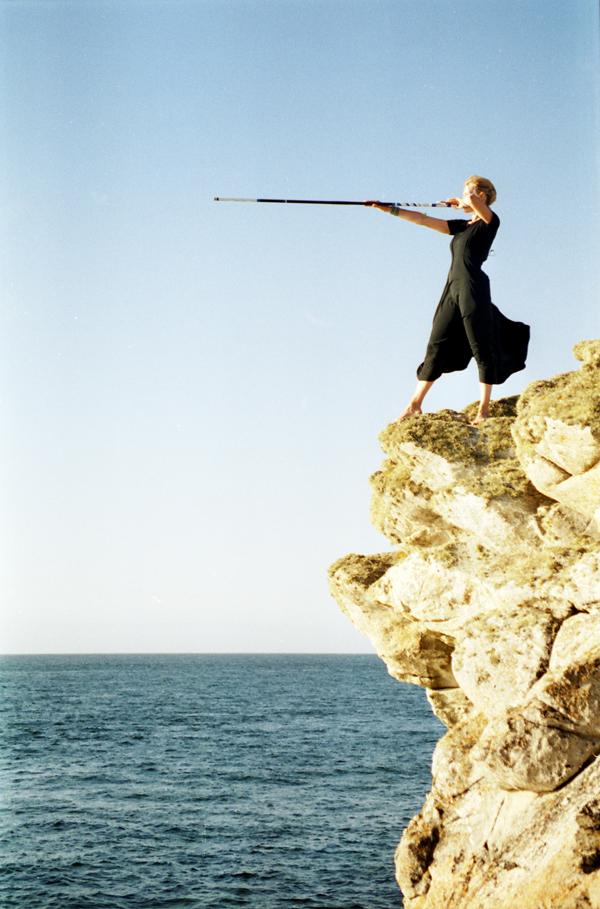
Souffler sans but, « à l’horizon », retourne l’attention du souffleur vers la source de son souffle.

## Historique

### Genèse du Sarbacana
Au milieu des années 1970 dans le cadre de ses recherches sur  l’Art dans le champ des sciences cognitives (Le Trans-Art), Michel-Laurent Dioptaz part à la rencontre des Chamans. Cela le mène aux Philippines, en Indonésie, en Amazonie. De ses  rencontres avec les peuples de la sarbacane, et à partir de ses recherches et ses souvenirs d’enfance, vont naître un éclairage et un usage nouveau de la sarbacane,. Convaincu que la connaissance de la respiration est le chemin de la conscience et de la maîtrise de soi, il incorpore cette recherche dans sa pratique journalière du Zazen et du Qi gong. Il pratique seul durant quelques années. Puis, des pratiquants d’arts martiaux, du zen, apnéistes, des chanteurs, instrumentistes, danseurs… vont s’intéresser à cette discipline et le rejoindre. En 1991, M.L. Dioptaz ouvre, dans la forêt de l’Hautil à l’ouest de Paris, le premier dojo au monde consacré à l’étude et à la pratique de la sarbacane,.
L’ouvrage consacré à cette discipline est préfacé par: Marc de Smedt, Gilles Farcet et le Maître Zen Rinzaï : Taïkan Jyoji  (5e Dan de Kyudo) qui écrit « Nous sommes avec Sarbacana face à un nouvel outil de réalisation. La naissance d’un nouveau Dō. »,

### Phénoménologie

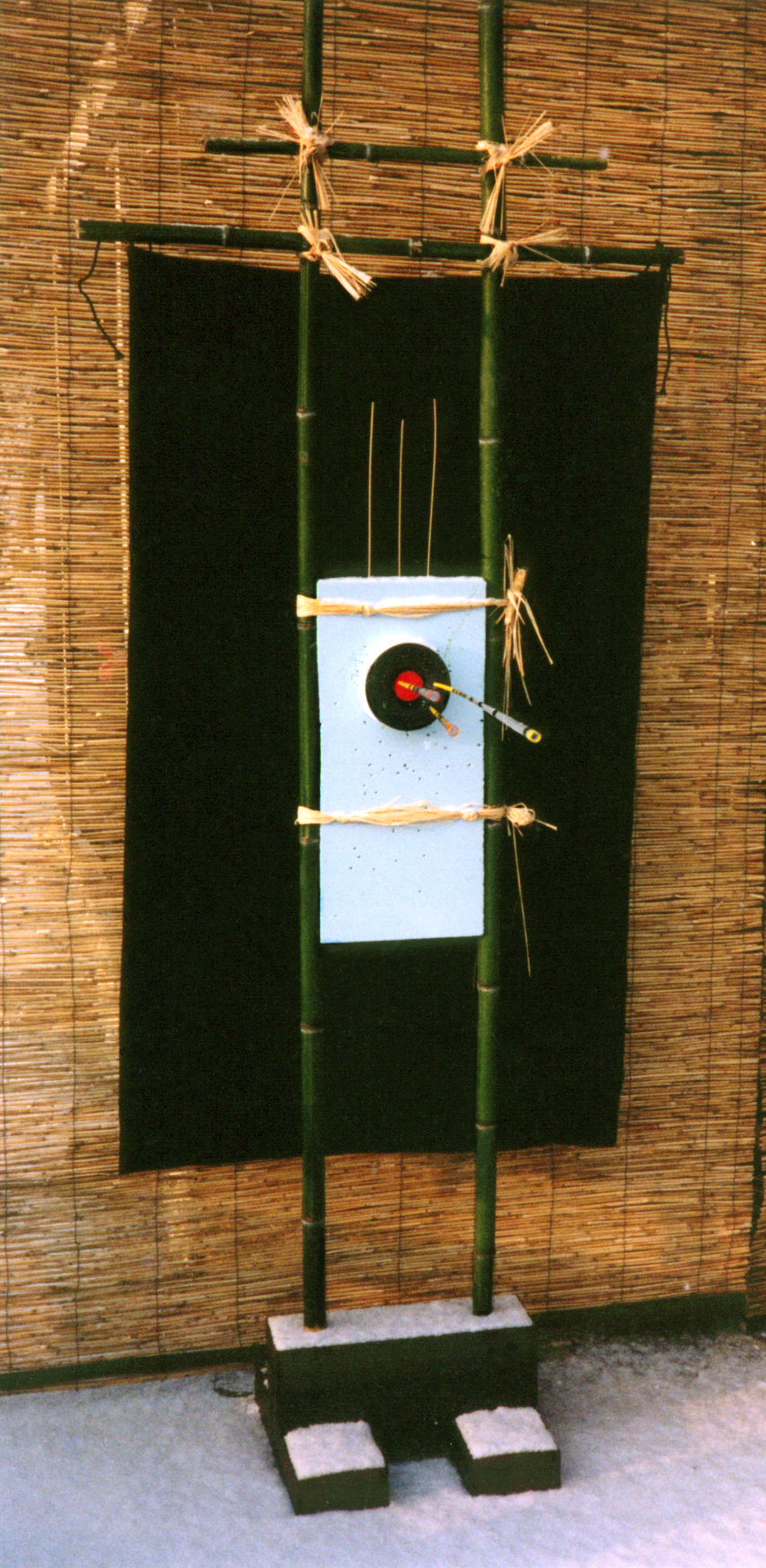
Cible Sarbacana,.

Dans cette pratique, le souffle est perçu comme un symbole premier de vie. La sarbacane, par son « jet de souffle », est comme l'expression même de cet élan vital.
Regardant principalement dans la direction de la cible, l’attention sur le "ici" de celui qui produit le jet de souffle dans la sarbacane n’avait jusque-là pas été véritablement considérée et les possibilités de la sarbacane comme instrument d’étude des processus de prise de décisions, liés au souffle, n'avaient encore jamais été explorées.
En plaçant le but « ici » et non « là-bas » et en retournant l’attention du souffleur vers la source de son souffle, cet instrument permettrait une exploration des mécanismes de la respiration.

### Le principe
Le Sarbacana utilise un puissant jet de souffle comparable au kiaï, ce cri-souffle-énergie qui transforme l'expiration ventrale en une énergie jaillissante qui dynamise le mouvement dans une action décisive. Comme le « Raaan ! » qui accompagne la cognée du bûcheron, dans la pratique des arts martiaux le kiaï doit jaillir au même instant que  la production de l’acte : frapper, trancher, lâcher la flèche etc. Dans la pratique du Sarbacana il ne peut en être autrement car c’est ce kiaï qui propulse la lourde flèche. Le kiaï Sarbacana fusionne intention, objectif, intuition, décision, action en un seul et même souffle. Un geste du souffle qui prend naissance au centre  du corps, en un même lieu que les chants et les rires, mettant en jeu le couple abdomino-diaphragmatique.
L’essence du protocole consiste à éclairer de l’attention la plus fine, l’exact instant de la naissance du Kiaï ! et la résonance de son feed-back dans la totale immobilité silencieuse de l’instant qui suit.

## Fonctions et applications

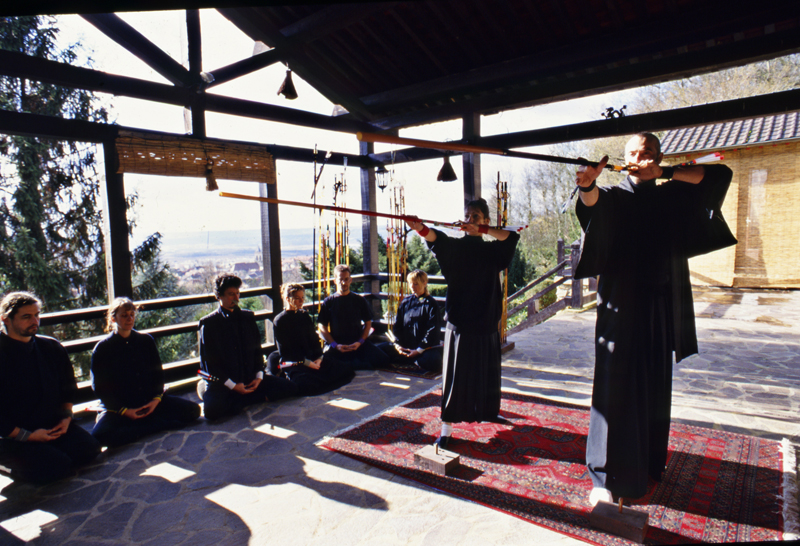
Sarbacana-Dojo

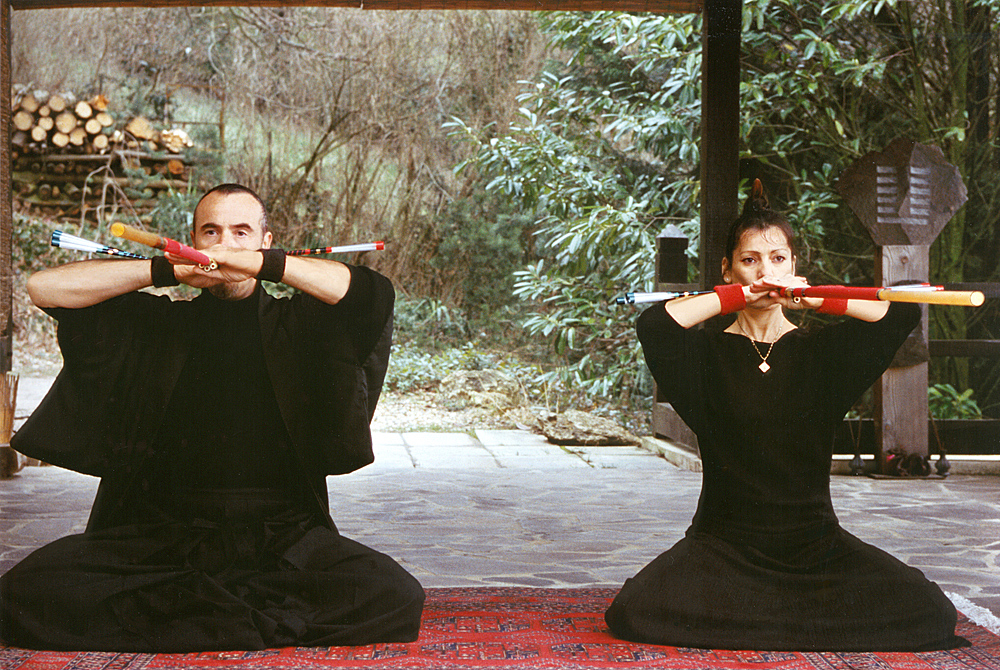
Souffle dynamisé par l’assise au sol

Le Sarbacana éclaire et propose à la maîtrise cette fraction d’instant où se produit ce jaillissement de souffle-énergie. Il considère qu’apprivoiser cette instantanéité de la prise de décision par le souffle est primordial pour l’action, un aspect de la respiration qui serait peu étudié par ailleurs,. Bien souvent, dans la pratique d’un sport il est considéré et entraîné essentiellement la dimension  endurance du souffle sans vraiment prendre en compte ni cultiver cet autre aspect de la respiration le "V.E.M.S  (Volume Expiratoire Maximum par  Seconde), et le D.E.P  (Débit Expiratoire de Pointe), cette expiration puissante qui dynamise et accompagne le geste lors d'une action soudaine et décisive, que ce soit lors d'un lancer, dans la frappe  d'une balle à la main, au pied ou lors d’un appel du pied sur le sol pour sauter, courir, etc.
Pour le Sarbacana le face-à-face avec la cible recréerait la quintessence des conditions de vie de chaque instant : "choisir", "décider", "agir", "atteindre un Objectif"…Mais tous ces paramètres résolus avec le souffle (Qi). Cette approche empirique permettrait d'explorer les différents types de respirations qui déterminent l’entrée dans l'action, les modes respiratoires de représentation et d'assimilation de la "réussite" ou de "l'échec", ainsi que les souffles qui induisent les différentes formes "d'intention". En effet, une fois l'arc tendu, le coup peut s'échapper à votre insu ; malencontreusement, le doigt peut appuyer sur la détente d'une arme à feu. Mais l'expiration qui projette un jet de sarbacane ne  peut se produire sans une intention spécifique.
- Phénoménologie du souffle

Selon les sarbacanakas, chaque sentiment, chaque émotion, chaque état d'être est accompagné d'une respiration spécifique et modifier son souffle permettrait de changer d'état d'être, un processus psychomoteur naturel qui ne réclame aucune croyance particulière, ni aucune motivation religieuse ou spirituelle pour se produire.
Dans une sarbacane tous les types de souffles peuvent projeter des flèches, et l'on peut souffler des flèches dans toutes les dispositions d'esprit (anxiété, colère, compétitif, catharsis, sérénité, etc.). Mais chaque état d'esprit n'a pas la même attitude dans la relation au but qu'il se donne à atteindre ni le même épanouissement une fois le but atteint. Apprivoiser ces divers modes respiratoires et les qualités d’attentions qu’ils induisent et qui les induit est l'une des dimensions recherchée dans la pratique du Sarbacana. Le Sarbacana  mettant l’accent, tout particulièrement, sur un état où lâcher-prise et prise de décision ne font plus qu'un,.

## La pratique

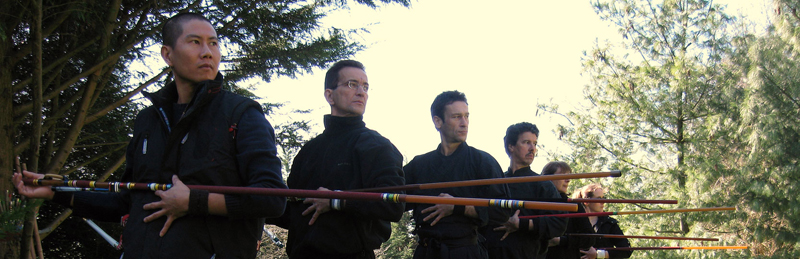
Respiration diaphragmatique

### Utilisation duFeed back
- Perception interne

Pour le Sarbacana tout se passe comme si chaque flèche traversait l’attention du souffleur exactement là où elle se trouve. Le souffleur se voyant tel qu'il est, l’écho du kiaï qui résonne en lui, le lui montrant d'évidence. Les pratiquants disent observer que chaque mode d’attention est clairement différencié et qu’il n'est nul besoin d'explication ou de conceptualisation, l’expérience est auto-enseignante.
- Perception externe

Pour un spectateur, les modes d’intention utilisés sont clairement lisibles. L'énergie jaillissant du centre du visage du souffleur, l'espace d'un instant, son expression reflète l'esprit du souffle utilisé, le type de "Qi" que sa bouche laisse jaillir. Chaque type de souffle va modeler son fasciés,

### Bilatéralisation

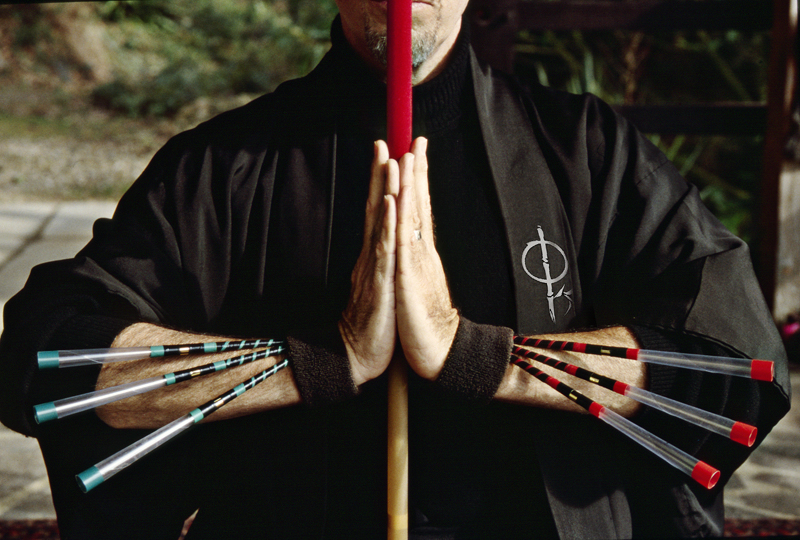
Le souffleur présente alternativement la sarbacane de chaque côté du corps. Les flèches soufflées par la droite étant de couleur différente de celles soufflées par la gauche

Le Sarbacana considère que si la focalisation obtenue par alignement unilatéral de la visée, permet d'obtenir plus rapidement la précision dans la cible, viser en utilisant toujours le même côté du corps appauvrit l’équilibre bi-latéral. Ainsi durant le katasarbacana (kata-Sarbacana) le souffleur réalise une première volée de trois flèches (rouges), la sarbacane présentée comme un droitier ; puis une série de  trois autres flèches (vertes), la sarbacane présentée comme un gaucher. Le cycle du kata se boucle sur une septième flèche (blanche) soufflée parfaitement face à la cible. Les flèches visées sur la droite n'ayant pas la même couleur que celles visées par la gauche ou de face, le sarbacanaka peut lire sur la cible un diagramme tricolore qui lui permet de voir son positionnement dans l’espace avec ses équilibres et déséquilibres.

### Lekata-Sarbacana

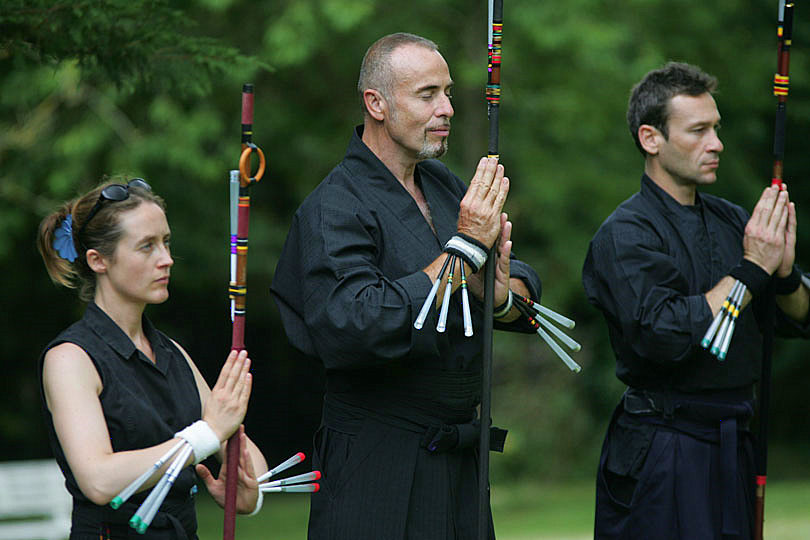
Déplacement dans le mode d’attention

Le "Katasarbacana" est un processus codifié avec précision. Dans le même temps où les gestes se déplacent très lentement dans l'espace extérieur pour servir la sarbacane, ces mêmes gestes se déplacent dans les espaces internes pour servir l’attention. Le Sarbacana appelant, pareillement, « gestes » des déplacements dans les modes d'attention(s) induits par des postures immobiles.
- Modes d’attention(s)

Le Sarbacana observe que viser en focalisant son attention est une attitude des plus efficaces pour atteindre un but. Mais pour l’obtenir cela induirait une discrimination de l'attention qui efface tout ce qui n'est pas le but à atteindre. Les sarbacanakas, à l’inverse, chercheraient à atteindre efficacement un but sans pour autant le couper du reste du monde mais, au contraire, en l’en faisant participer. Les "corrections de visée" n’étant plus effectuées par une rectification de l'alignement : œil-sarbacane-cible, mais par affinement de la qualité de présence. Le type d’attention recherchée étant que tous les aspects de la posture et de l’environnement soient simultanément présents à la conscience. Les parties immobiles du corps étant éclairées d'autant d'attention que les parties en mouvement. Ce mode de vigilance qui permet d'éclairer l'entièreté de ce phénomène, les sarbacanakas le nomme « transparadoxal »

#### Descriptions de phases illustratives du katasarbacana.
- CatharsisTransparadoxales perceptions

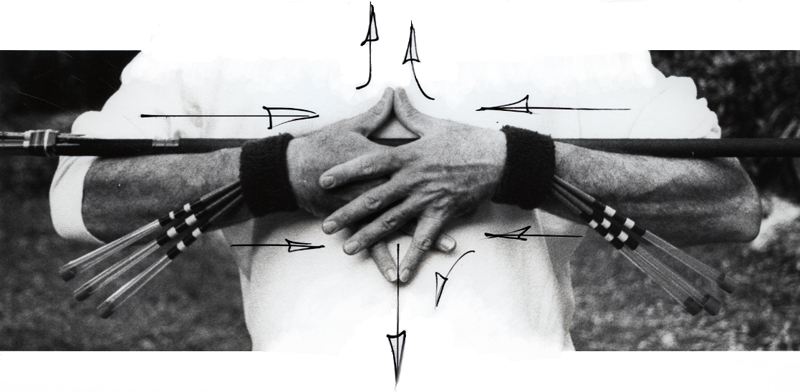
Transparadoxales perceptions

Pour ouvrir la colonne du souffle, faire travailler le couple abdomino-diaphragmatique et réaliser une catharsis, des tirs très longues distances sont produits. Ces tirs consistent à souffler de lourdes flèches que le regard laisse se dissoudre dans le ciel. Ces jets-de-souffle sont l'expression d'actes dont la "réussite" consiste à être entier dans l'acte présent, sans se focaliser sur le résultat.
- Flux-structures

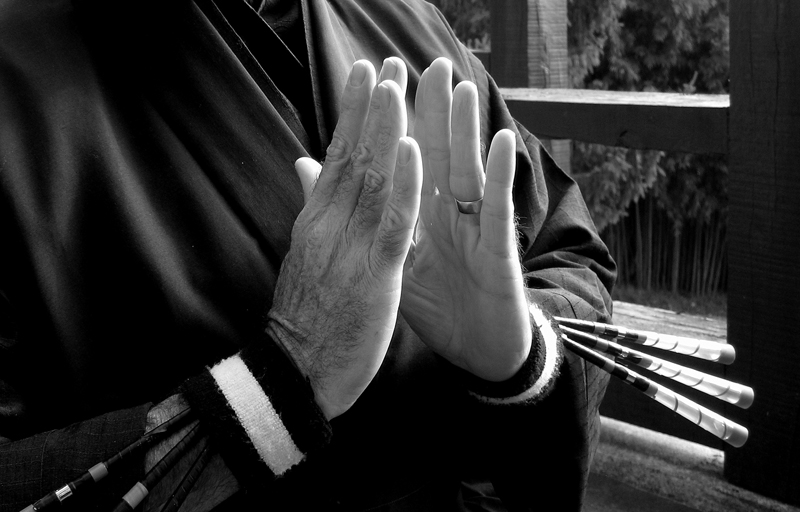
Jointif par le vide

Lors de cette phase du kata, le mouvement horizontal des avant-bras venant en légère pression l'un vers l'autre engendre dans  les petits doigts et les pouces une dynamique verticale qui s'échappe vers le bas et vers le haut tout à la fois. Le pratiquant ressent, simultanément, la transmutation de l’impulsion horizontale en jaillissement verticalisé, ce qui lui procurerait un ancrage vraiment très spécifique.
- Jointif par le vide

Le parallèle est fait avec l’observation que l’eau de la rivière qui s'écoule dans un creux, manifeste deux rives, là où il n'y a qu'un seul territoire. Pareillement les mains jointes sont entrouvertes, un « échantillon » de vide « s'écoule » entre les mains… Le souffleur doit ressentir ses mains comme jointives, reliées par ce vide. Ce que ressentent les mains devenant un « échantillon » que le pratiquant doit éprouver avec la totalité de son attention. Alors la cible « là-bas » et le souffleur « ici » sont comme ces deux mains jointes entrouvertes, un seul et même territoire. 
- Le sens du son

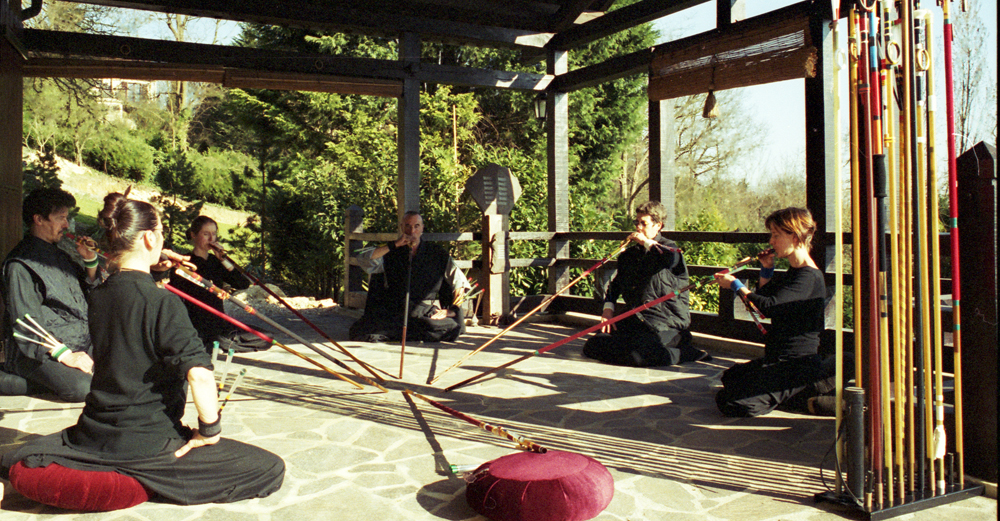
La musique des sarbacanes sarbacana.

Le sarbacana considère les sons comme la coloration du souffle. De fait, il leur accorde une place importante car ils lui permettent d’éclairer nombre d’aspects signifiants de la pratique. Cibles, sarbacanes, flèches ont été conçus pour produire des gammes de sons nuancés. Ainsi le profil et l'enroulement des flèches ont été étudiés afin d'amplifier l’intensité du claquement produit lorsqu'elles jaillissent de la sarbacane ; la qualité de ce son devenant une information à part entière, tel un spiromètre, sur la puissance et l’intention de chacun des jets-souffles.
Les sarbacanes sarbacana ont aussi la capacité de résonner comme des instruments de musique, elles offrent une sonorité se situant entre la trompe tibétaine et le Didgeridoo. Ainsi, à certaines phases de la pratique, les sarbacanakas font "sonner" collectivement leurs sarbacanes ce qui leur permet d’entrer dans des expirations longues qui explorent les assises du corps, ouvrent la colonne de souffle. Permettant aux pratiquants des dialogues où les sons de chacun se répondent et s'accordent, harmonisant les souffles et l'esprit du groupe,.

### Non-compétition
L’objectif premier du sarbacanaka étant de toucher son propre centre, et pas seulement celui de la cible, le Sarbacana situe l’instant signifiant de sa pratique au moment du jet-souffle et non pas lors de l'impact dans la cible. De ce fait, les progrès ne peuvent s’établir en comparant son habileté et ses performances avec celles de son voisin. Il n’est donc pas fait usage de la compétition.  (dans cet éclairage et visitant les mêmes "espaces d’attention(s)" et de dépassement de soi que le Kyudo, le Sarbacana est, parfois, appelé le "Kyudo du souffle")
- Grades

Le Sarbacana, dans sa démarche, considère qu’il n'est nul besoin de décerner des grades aux élèves. Il estime que l'ensemble des paramètres est tel qu'à chaque jet de souffle, le Sarbacanaka sait exactement où il en est. Le geste juste trouvant, en quelque sorte, confirmation et étalonnage en lui-même. Toutefois, dans le cadre de la transmission de l’enseignement de cette discipline, des degrés de qualification ont été établis, mais aux seules fins de certifier que ceux qui se proposent de l’enseigner en ont bien la maîtrise. Ces degrés n’ayant aucune fonction interne dans la pratique.

## L'équipement des Sarbacanakas

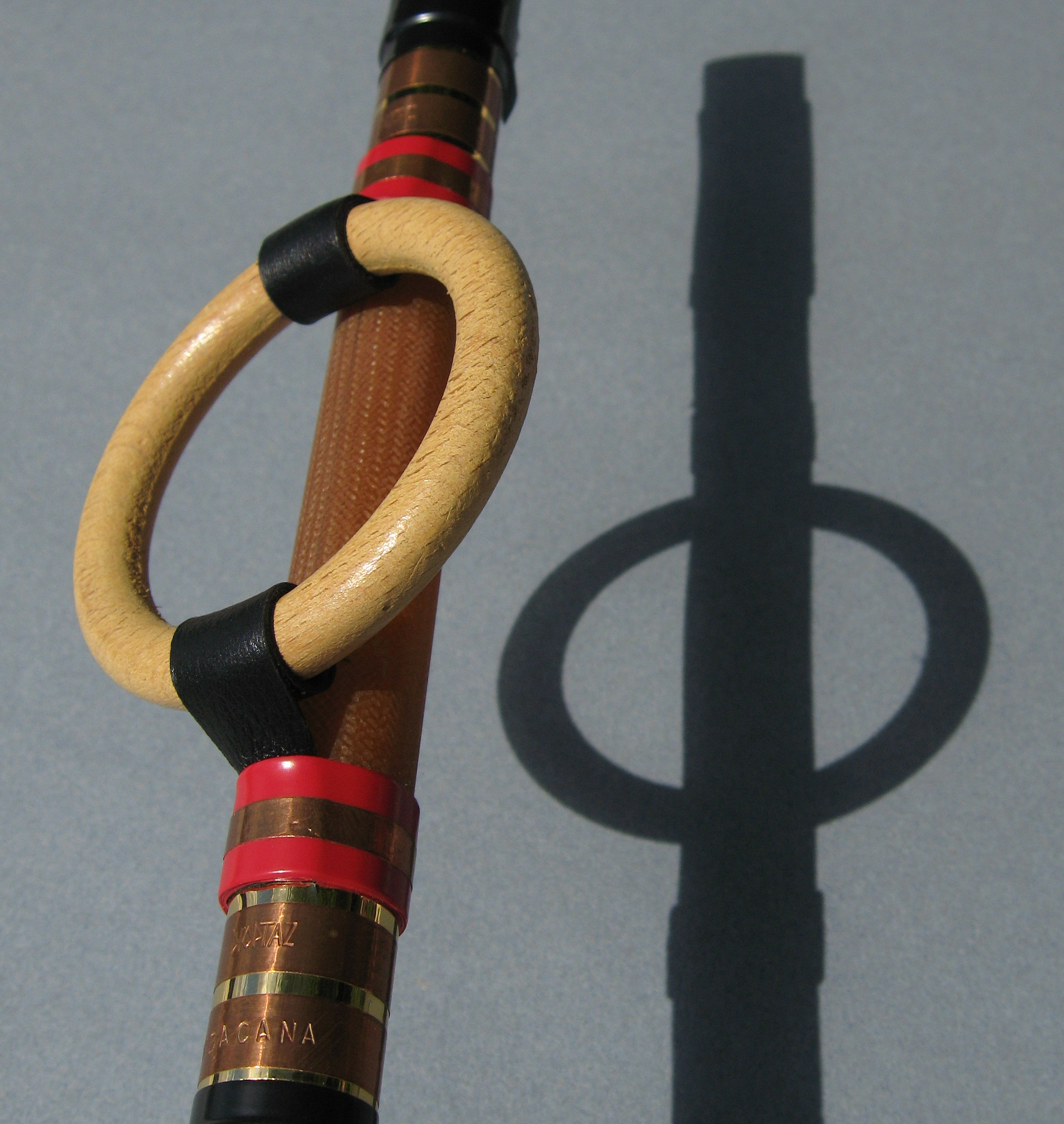
Le « phi »

### LePhi
À plat sur ces sarbacanes, à 10 cm de l’embouchure, se trouve positionné un anneau qui participe d’un procédé optique inventé par le créateur de la discipline en tant que designer, Selon son concepteur, ce procédé impliquerait un tout autre protocole de lecture que les modes habituels de visée, et réclamerait, un changement de paradigme. Le principe étant de mettre en synergie consciente et simultanée des stimulus captés par des systèmes sensoriels différents. Cela permet de placer les sensations kinesthésiques en résonances synesthésiques avec la perception visuelle.
Il s’agit d’un processus  systémique induit par  le maniement d’une forme appelée (de par son profilé) le phi {\displaystyle \phi \,\!}. L’usage de cette forme est conçu de manière à impliquer la vision périphérique en même temps que la vision centrale ; La « visée » ne s’effectuerait plus par l'habituel processus linéaire d’alignement par focalisation (œil-sarbacane-cible), mais par "défocalisation" impliquant un processus non linéaire de perception tous azimuts.
L’utilisation de ce « viseur » impliquerait simultanément, tout autant, les assises des pieds sur le sol, l’assise du souffle dans le ventre (hara), les dynamiques de la respiration que la perception visuelle et l’écoute. La mise en relation avec le centre de la cible étant le résultat d’une Gestalt avec le propre centrage du pratiquant.

### Les cibles (les tambours)

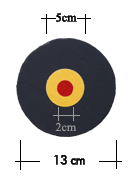
Mesures des Cibles Sarbacana.

Les cercles concentriques des cibles-tambours sont constitués de couches collées superposées, de sorte que suivant l'épaisseur, chaque couleur a son propre son de pénétration.

{\displaystyle \odot \,\!} Les cibles appelées tambours sont conçues afin que la pratique du Sarbacana puisse, aussi, s’effectuer dans la pénombre. Ces cibles-tambours offrent une gamme de sons différents en fonction du lieu et de la force d'impact dans la cible.

#### Aires de tir
La pratique s’effectue sur des pas de tir. Mais aussi, sur des parcours où les cibles sont placées à diverses distances : 10 m, 18 m, 33 m jusqu’à 100 mètres, diverses hauteurs et diverses situations, en cela comparable à un parcours de golf, mais qui aurait une partie en forêt afin de disposer de cibles dans les hauteurs des arbres, ce qui permet de produire des jets de souffle verticaux. Placer la sarbacane dans l'alignement de la verticale du corps ouvrirait d'autres espaces à la colonne d'air du souffle et à la circulation du Qi, et mettrait, ainsi, en évidence l’ancrage du souffle ventral dans les appuis des pieds.

### Les flèches (les voiles)

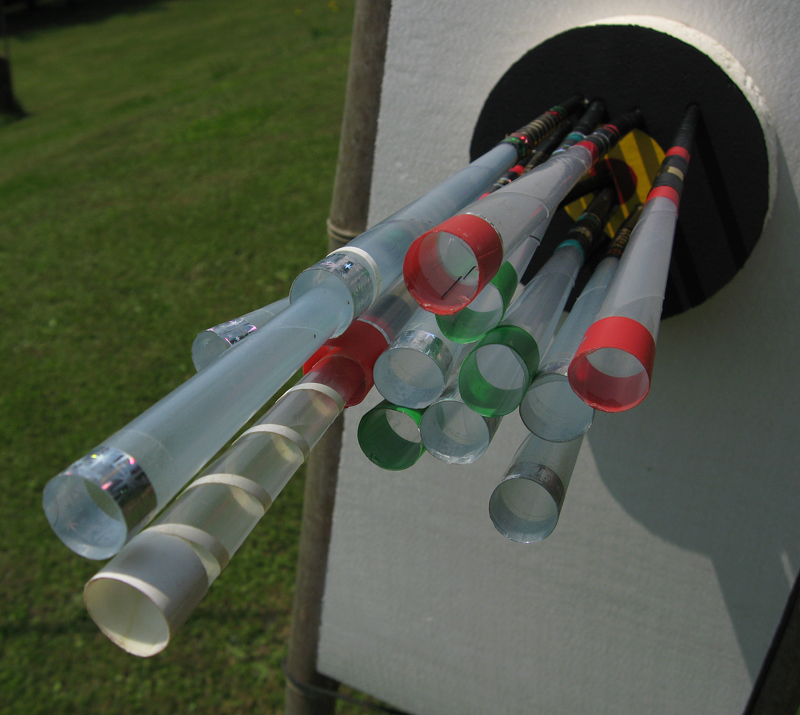
Grâce à leur creux, les flèches peuvent s'emboîter les unes dans les autres.

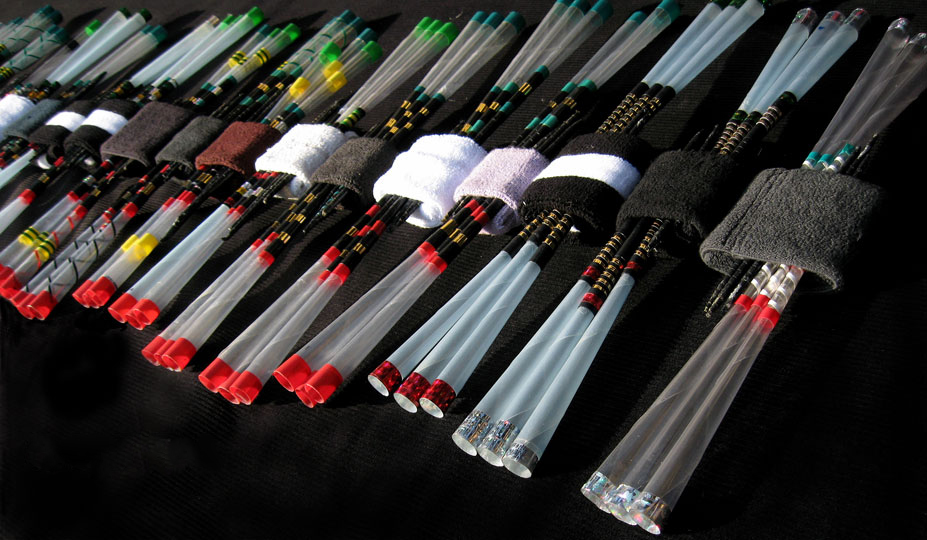
Rangement de flèches

Le Sarbacana n'étant pas tourné vers la chasse, mais vers la mise en évidence des relations du souffle du corps et du souffle de l'espace environnant, la conception des flèches se base davantage sur les qualités de pénétration des flèches dans l'air plutôt que dans la matière. Leur design est issu de cet aérodynamisme entre air interne et air externe. Dans cette approche les flèches sont devenues des voiles gonflées par le vent du souffle, d’où le nom de "Voile" donné aux flèches Sarbacana.

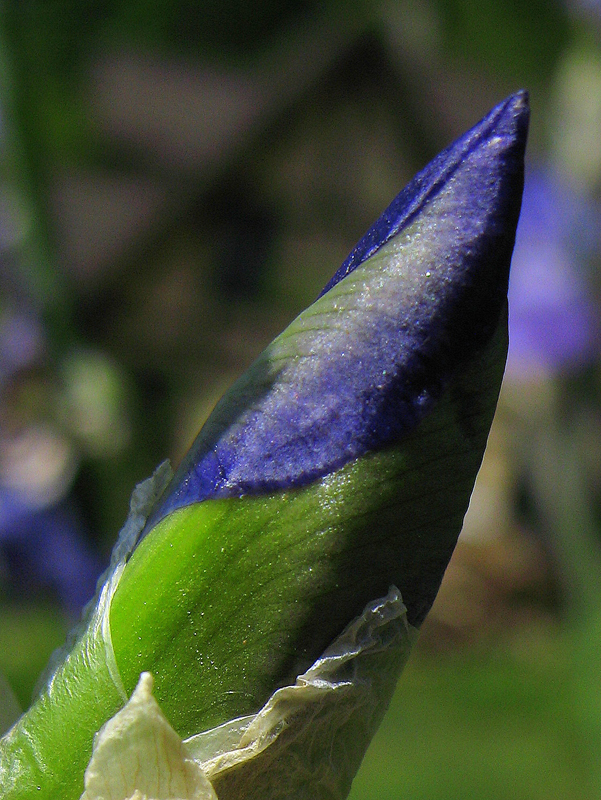
Modèle de structure des flèches Sarbacana
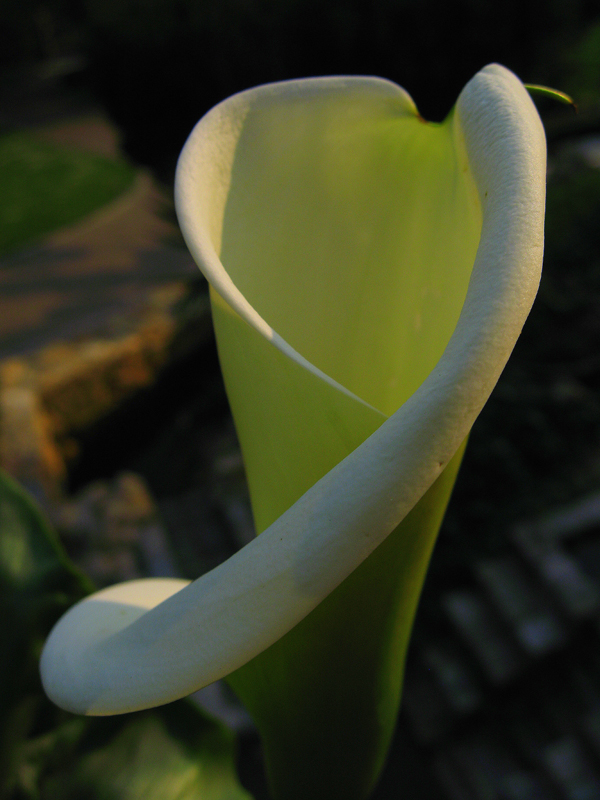
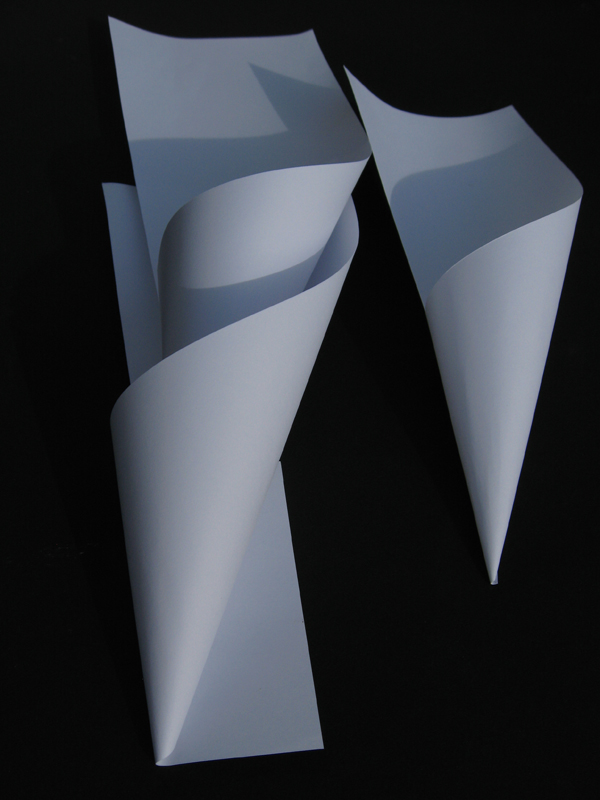
spirales logarithmiques

#### Fabrication

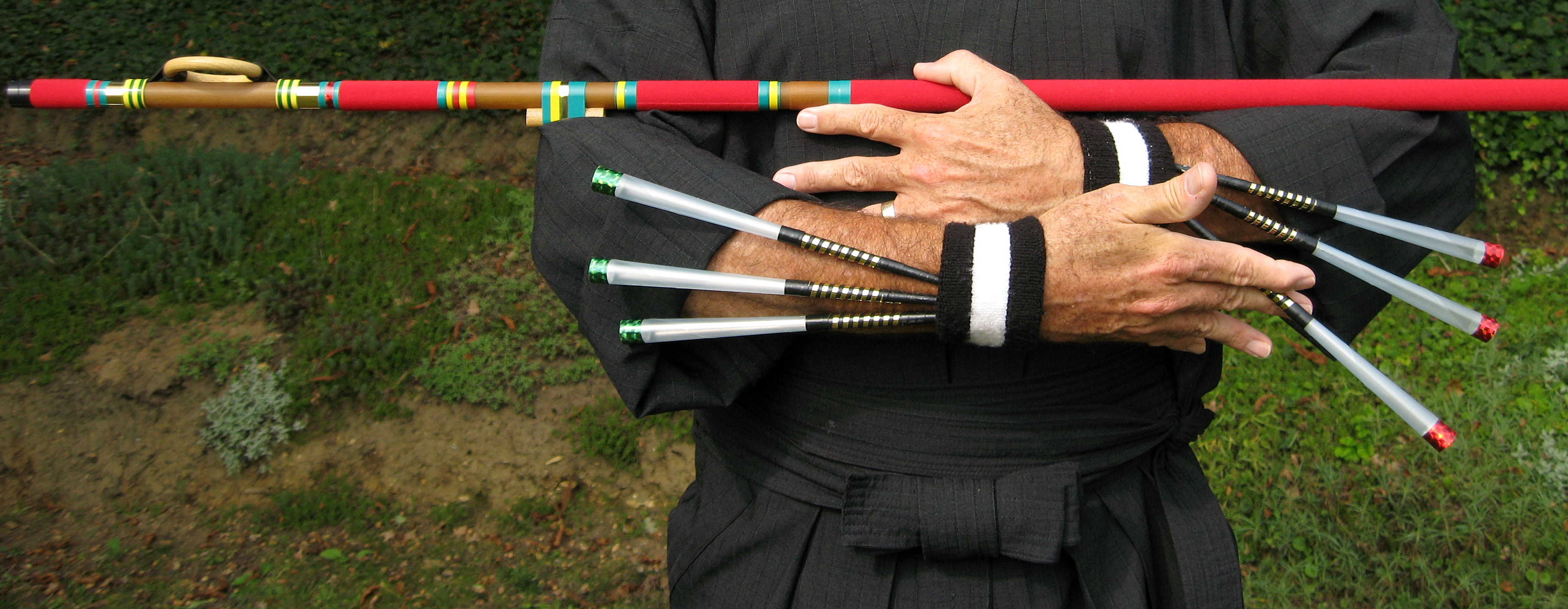
Ergonomie

Les pratiquants confectionnent leurs propres flèches (voiles). L'attention, l'élégance et la sérénité dans lesquelles s’accomplissent les gestes qui donnent forme aux flèches font partie des fondements de l’esprit du Sarbacana. Ces voiles sont réalisées à partir de fines feuilles végétales ou synthétiques, enroulées sur elles-mêmes en mouvements hélicoïdaux, étirées en spirales logarithmiques telles des coquillages, des pousses végétales, ou des cornes de bovidé… réalisant ainsi des cônes tout à la fois très délicats et très toniques.

#### Ergonomie
Les flèches (voiles) sont placées aux deux poignets, glissées sous des "serre-poignets" en tissu élastique du type de ceux utilisés pour le tennis, facilitant ainsi les manipulations de saisies des flèches et d’insertion dans la sarbacane durant le kata.

#### Interviews, reportages et événementiels
- Sylvie Fenczak, « Laurent Dioptaz ou le Trans-Art », Arts et Psyché, (Unité de recherche en symbologie de l’Art), Gérard Barrallié, (réalisé avec le concours du conseil général du Var),‎ 1987, p. 66-71.
- Bernard Klein, « l’Art-thérapie : Le Trans-art de Dioptaz, la peinture-thérapie, la théâtrothérapie, la musicothérapie, la danse-thérapie », La Vie naturelle (hors série),‎ 1994, p. 21, p. 26-29, p. 66. (ISSN 0243-2250)
- Jacqueline Massieye, « Sarbacana, naissance d’une Voie », New Génération Tao, no 9,‎ 12-01 1998, couverture, p. 2, p. 73-78.
- Bernard Klein, « Sarbacana la naissance d’un Dô », Tao-Yin, no 11,‎ novembre 1998, p. 5, p. 40-43. (ISSN 1277-4375)
- Bernard Klein, « Sarbacana, naissance d’une nouvelle Voie », Recto-Verseau, no 95,‎ janvier 1999, p. 27-29
- Karine Berthier, « Sarbacana l’esprit du souffle Zen », Samsâra, Le magazine du Bouddhisme, no 11,‎ mai 1999, couverture, p. 3, p. 28-31 (ISSN 1284-9294)
- Jacqueline Massieye, « Sarbacana  naissance d’une nouvelle école du souffle », l’Ame et le Cœur, no 3,‎ février 1999, p. 3, p. 33-35. (ISSN 1274-2139)
- Pascal Turbil, « Martial Combat : L’art du  Sarbacana, (comme fil rouge) », Le magazine de l’Optimum, no 26,‎ avril 1999, p. 115-116 (ISSN 1283-9140)
- Caterine Maillard, « On « M » se relaxer : Inspirez-soufflez. La sarbacane, la vraie, est aussi un instrument de détente », « M » magazine, bien vivre au « M »asculin, no 14,‎ mai 1999, p. 18 (ISSN 1286-4404)
- Claire Liagre, « Le cahier du développement personnel (s’épanouir) : Libérez votre jet de souffle, Michel-Laurent Dioptaz a ressuscité la sarbacane », Psychologies magazine, no 175,‎ mai 1999, p. 105 (ISSN 0032-1583)
- Gilles Lambert, « Dossier antistress : Souffler pour jouer », « Monsieur » le magazine de l’homme élégant, no 18,‎ juin 1999, p. 36 (ISSN 1265-0080)
- Philippe Bequet, « Sarbacana, mille et une façons de jouer ou d’apprivoiser le vent », Cerf Volant Passion, no 30,‎ juin 1999, p. 15 (ISSN 1258-6404)
- R.D, « Sport, Restez à la maison : la Sarbacane », FHM, for him magazine, no 2,‎ septembre 1999, p. 116
- Bertrand Houard, « Sport : Le nouveau souffle de la Sarbacane, la sarbacane acquiert ses lettres de sagesse », VSD, no 1160,‎ 18-24 11 1999, p. 3 p, (double page central), p. 60-62
- « A la rédaction : on souffle dans la sarbacane », Femme Actuelle, no 799,‎ 17/23 01 2000, p. 3 (ISSN 0764-0021)
- D.F., « Sarbacane : ça s’apprend », Bulletin des communes du district de Neuchâtel (96ème année) Suisse,‎ 28 janvier 2000
- Mathieu Dupont, « Sarbacana, l’école du Souffle », l’Express, no 2548,‎ 4-10 05 2000, p. 40
- Xavier Rossi (agence Gamma), « Souffler, c’est joué! », Le journal de Mickey, no 2511,‎ août 2000, p. 8 (ISSN 0767-8088)
- (no) « Fulltreff  på utpust : han sender en pil gjennom blåserøret fra 30 meters, or treffer midt i den 15 cm store skiva. Michel-Laurent Dioptaz lærer  deg kunsten », VI Menn (Storst for menn, Norvège,‎ 2000, p. 30 (ISSN 0042-4951)
- Michel-Laurent Dioptaz, « Sarbacana », Terre du ciel, no 53,‎ juillet 2000, p. 74-76 (ISSN 1156-8089)
- Bobby Loewenstein, « Sarbacana », Nouvelles clés, no 26,‎ juillet 2000, p. 52-53
- Anita Castell, « La Sarbacane pour la pêche au Zen », T.G.V. France, no 28,‎ octobre 2000, p. 71 (ISSN 1287-6232)
- Pol Charoy, « Voie de l’art dans le martial : Sarbacana, la Voie de la sarbacane », Génération Tao, no 17,‎ octobre 2000, p. 43 (ISSN 1278-3803)
- Clémentine Meunier, « (dossier antistress) : Sarbacana : visez la sérénité », Femme Actuelle, no 901,‎ janvier 2002, p. 34 (ISSN 0764-0021)
- Carine Anselme, « Sarbacana, la Voie du souffle », Santé Fitness, no 74,‎ avril 2003, p. 5, p. 36-38.
- Catherine Szutrak, « Sarbacana le souffle de la Conscience, réunir méditation et action », Le Nouvel Observateur Hors série spécial bien-être. (Dynamiser ses énergies), no 2,‎ 2003, p. 65 (ISSN 0029-4713)
- Dominique Rocher, « Sarbacana, l’école du souffle (portrait de Michel-Laurent Dioptaz) », Infoloup, journal de la ville de Chanteloup les Vignes, dir. publication Pierre Cardo,‎ 2003 (1re partie) septembre, p. 8-9., (2e partie), décembre, p. 15-17.
- Carine Anselme, « Sarbacana, Une école de la prise de décision, rencontre avec le fondateur d’une discipline unique au monde », BIZZ magazine, no 42,‎ novembre 2003, p. 156-160
- (nl) Carine Anselme, « Sarbacana, Gesprek met Michel-Laurent Dioptaz, bezieler van Sarbacana », Bizz het magazine, no 42,‎ novembre 2003, p. 165-169
- (it) Giovanna Caldara, « Imparare a prendere Decisioni, (Michel-Laurent Dioptaz, inventore e fondatore dell’unica scuola di soffio al mondo) », Psychologies Magazine Italia, no 6,‎ juin 2005, p. 147 (ISSN 1824-7822)
- Isabelle Clerc, « Sarbacane dans les Yvelines, Zen-Dojo Sarbacana », Santé-Yoga, no 66,‎ octobre 2006, p. 9 (ISSN 1625-4961)
- Régis Pluchet, « À la découverte du Kinomichi et du Sarbacana », Alternative Santé, no 355,‎ mai 2008, p. 26 (ISSN 1285-4778)
- Delphine Szydlowski, « Portrait : Une école du souffle unique au monde », Le Courrier des Yvelines, no 3296,‎ août 2008, p. 6 (ISSN 1774-7082)

#### Télévisions, radios
- TF1 : Au Nom du Sport, Démonstration de Sarbacana par le fondateur Michel-Laurent Dioptaz et sa femme (4e dan de Sarbacana),  dim. 21 mai 2000 (fin du journal de 20h), rediffusion: dim. 20 août 2000, (fin journal du 13h).
- I-TELE" : Film de 6 minutes présentant La pratique du Sarbacana au quotidien, réalisation : agence CAPA, 15 juillet 2000.
- France 2 : Présentation du livre : Sarbacana le Souffle du Présent dans l'émission Voix bouddhistes, Invité : Roland Yuno Rech. Thème : Foi et expérience de la non-dualité, dim. 28 octobre 2001 (à 8h45)
- France 2 : Présentation du livre : Sarbacana le Souffle du Présent dans l'émission  Voix bouddhistes, Invité Taïkan Jyoji. Thème : La pratique du souffle. dim. 15 juin 2003 (à 8h 45).
- Europe 1 : Interview de Michel-Laurent Dioptaz, 1h en direct avec Marc Menant, 15 août 2000 de 14h à 15h. La pratique de la sarbacane Sarbacana, (dans le cadre d'une série d'émissions sur le Bien Être).
- RTL : interview de Michel-Laurent Dioptaz, Sarbacana dans la gestion du stress, diffusé le 2 janvier 2000.
- RTL-TVI : Dans le cadre de l'émission Ca Alors!, réalisation et diffusion d'un film, séquence de 5 minutes La pratique du Sarbacana au Zen-Dojo-Sarbacana de Chanteloup les Vignes, 9 décembre 2003 à 20h.
- M6 Teva : Dans le cadre de l'émission Teva en parle, présentée par Anne Depétrini (le 30 janvier 2005 à 10h44 et le 2 février à 23h55). Réalisation et diffusion d'un film de 5 minutes sur La pratique du Sarbacana au Dojo de Chanteloup.
- CanalWeb : Réalisation et diffusion d'un film de 14 minutes sur la pratique du Sarbacana, avec interview de Michel-Laurent Dioptaz, diffusée en direct sur le Web le 15 septembre 2000. (Visionné durant 2 ans sur le site CanalWeb.net) dans les programmes de : l'Aventure c'est l'aventure.
- Sport FM 99.9 (Europe 1 Sport) : interview de Michel-Laurent Dioptaz réalisée au dojo de Chanteloup, séquence de 4 minutes, (diffusée 20 fois) 10-11 décembre 1999.
- Sport FM 99.9 : interview de Michel-Laurent Dioptaz (réalisée par téléphone), diffusée en septembre 2005.
- France Bleu Île-de-France : interview de Michel-Laurent Dioptaz réalisée par: Lionel Cariou : double diffusion le 10 avril 2006.
- T.V : YVELINES PREMIERE : démonstration de Sarbacana et interview de Michel-Laurent Dioptaz réalisée par Steven le Diagorn et Gérome Godard : plusieurs diffusions le 29 mai 2007.